# Kobułty (przystanek kolejowy)
Kobułty – zamknięty przystanek osobowy w Kobułtach na linii kolejowej nr 262, w województwie warmińsko-mazurskim, w Polsce.